# Nissan Note (первое поколение)
Nissan Note первого поколения (яп. 日産・ノート E11型系 Но: то, код кузова E11) — автомобиль японского автопроизводителя Nissan, входящего в альянс Renault—Nissan. Выпускался с 2005 по 2014 год на двух основных рынках: японском (с 2005 по 2012 год) и европейском (с 2006 по 2014 год), откуда также экспортировался на рынки стран СНГ. В модельном ряду автомобиль сменил Nissan Almera Tino, продажи которого были гораздо ниже ожидаемого. Note первого поколения имеет тип кузова «субкомпактвэн», то есть минивэн на шасси автомобиля сверхмалого класса.
Разработка модели началась в 2002 году, а спустя два года был представлен концепт Nissan Tone, ставший прототипом для европейской модели с точки зрения дизайна. Серийная модель для рынка Японии была представлена 19 января 2005 года, а продажи начались на следующий день. Модель трижды проходила обновления: изменение комплектаций и интерьера в 2005 году, крупный рестайлинг в 2008 году и небольшое обновление в 2010 году. Выпускались и специальные модификации, среди которых тюнингованные Note Autech Rider и Note Aero Style, версии для людей с ограниченными возможностями Note Lifecare Vehicles и модификация с особой отделкой интерьера Note 15 Brownie Interior.
Европейская модель, отличающаяся иным дизайном передка, была представлена осенью 2005 года, а продажи начались в течение весны 2006 года. Она проходила обновления трижды: крупный рестайлинг в 2008 году и небольшое обновление комплектаций в 2010 и 2012 годах. Сборка осуществлялась на заводе в городе Сандерленд, Великобритания. Что касается модификаций, то выпускалась версия Eco Note с битопливным двигателем для рынка Италии и ограниченная версия Note Nickelodeon для рынка Франции, выпущенная в партнёрстве с американским телеканалом серией из 1000 машин. В октябре 2005 года на базе модели был создан концепт Note inspired by adidas, разработанный совместно с немецким производителем спортивной одежды.
Модель стала успешной — в Японии было продано около полумиллиона автомобилей, в Европе — около 360 тысяч, в России — 88 тысяч, а суммарные продажи почти достигли отметки в 1 миллион автомобилей. Различные автомобильные издания оценили модель положительно, в основном отмечая просторный и легко трансформируемый салон и вместительный багажник, но одновременно с этим — шум двигателя, ложные срабатывания системы Nissan Intelligent Key и не самое лучшее качество отделки салона. Автомобиль также прошёл через множество отзывных кампаний, самыми громкими стали кампании из-за подушек безопасности фирмы Takata. За годы производства модель была удостоена нескольких наград и званий, в частности, она трижды признавалась лучшим автомобилем в своём классе по мнению издания «Auto Express».

## История

### Разработка (2002—2004)

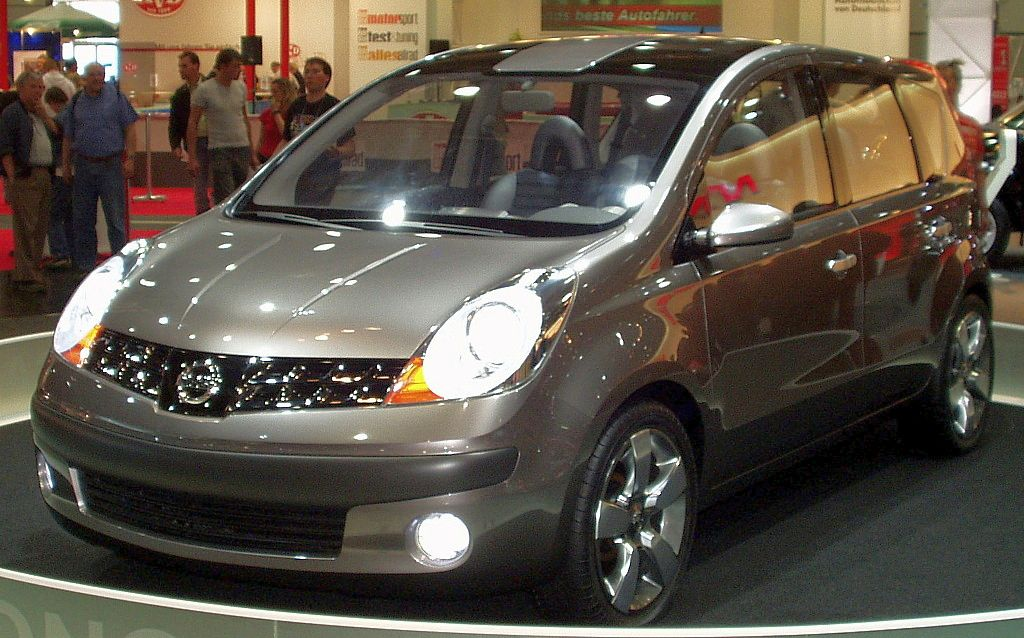
Nissan Tone — прототип серийной модели

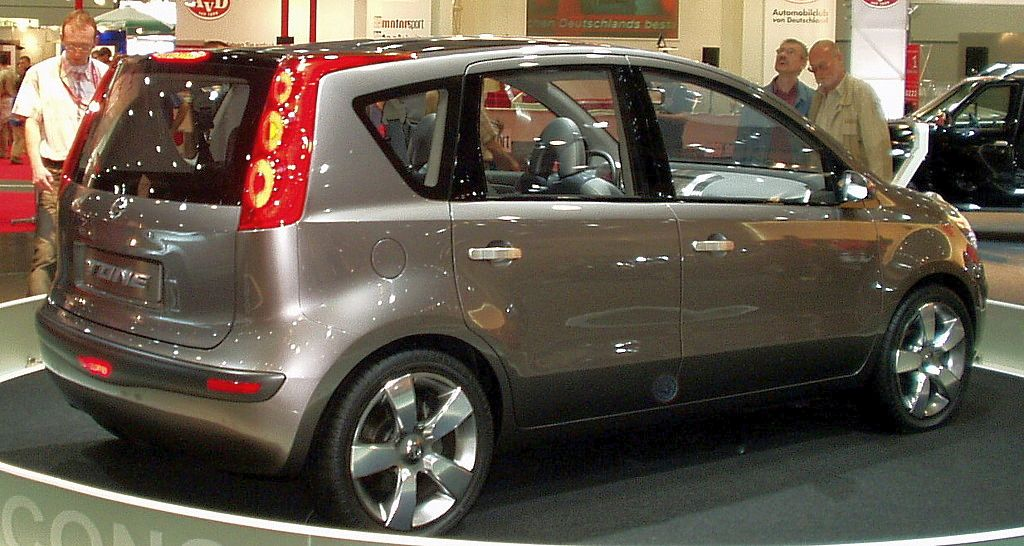
Вид сзади

Note является не первой моделью Nissan в европейском сегменте M, куда входят минивэны, компактвэны (минивэны на шасси автомобиля C-сегмента) и субкомпактвэны (минивэны на шасси автомобиля B-сегмента). С 1998 года в Японии и с 2000 года в Европе продавался компактвэн Almera Tino, базирующийся на хетчбэке Almera. Однако, уровень его продаж был ниже ожидаемого — суммарные продажи в Европе составили лишь около 200 тысяч автомобилей за 7 лет. Эти цифры не могли сравниться с аналогичной моделью от партнёра по альянсу — Renault Scenic, который бил все рекорды продаж — с 2000 по 2004 год было продано более 1 400 000 автомобилей (по 250—300 тысяч автомобилей ежегодно). Стало понятно, что Almera Tino не сможет конкурировать с другими автомобилями данного сегмента, и что необходимо создать новый автомобиль. Renault также разработала свой субкомпактвэн под названием Modus, который, как и Scenic, сумел стать бестселлером в Европе — за 2004 год было продано более 60 тысяч автомобилей, а за 2005 год — более 165 тысяч.
Первая информация о будущей модели появилась в августе 2002 года. Спустя два года, в сентябре 2004 года, на Парижском автосалоне был представлен концепт-кар Nissan Tone (яп. 日産・トーン То: н), ставший непосредственным предвестником серийного Note для европейского рынка и рынка СНГ. Новый субкомпактвэн было решено строить на платформе Nissan B альянса Renault Nissan, на которой также базировались Nissan Micra третьего поколения и вышеупомянутый Renault Modus. Дизайном модели занимался Тайдзи Тоёта. Точная сумма вложенных в разработку концепта денег не называлась, однако, по словам Криса Ли, продакт-менеджера компании, в неё были вложены «десятки миллионов евро». При этом цена серийной модели по планам не должна была превышать 13 000 евро. Гамма двигателей должна была состоять из двух бензиновых и двух дизельных.
В дизайне концепт во многом схож с серийной моделью, но имел и несколько оригинальных решений, например частично стеклянную крышу, однако в серийной модели от неё отказались. Спереди на автомобиль было решено установить решётку радиатора, состоящую из восьми «ячеек» в два ряда, уже опробованную до этого на кроссовере Nissan Murano. Задние фонари выполнены в форме бумерангов, расположенных на стойках и заходящих далеко на крышу (решение перекочевало на модель с концепта Nissan Qashqai, представленного незадолго до премьеры Tone). Передние двери на Tone открываются, а задние всегда закрыты. В интерьере помимо пластика присутствует отделка из алюминия. На центральной консоли расположен экран, а под ним — кнопки управления. Неизвестно, каким двигателем оснащалась модель, однако известно, что на автомобиле установлена автоматическая КПП. После презентации концепта стало известно, что сборка серийного автомобиля будет осуществляться на заводе Nissan в городе Сандерленд, расположенном в Великобритании, а в модельном ряду он сменит модели Almera и Almera Tino, заняв нишу «весёлого» при вождении семейного автомобиля (отмечалось, что по состоянию на 2005 год эта ниша была пустой).
Название серийного автомобиля долгое время известно не было. С момента первой информации о новом автомобиле до показа концепта в 2004 году его называли «новым поколением Almera Tino». В Европе вплоть до осени 2005 года (когда прошла презентация серийной европейской версии автомобиля) будущую модель продолжали называть в честь концепта — Tone. Также встречался вариант «минивэн на базе Micra» (англ. Micra MPV). Название серийного автомобиля происходит от английского слова «note» (с англ. записка, заметка) и, по словам компании, отсылает к позиционированию модели «для людей, желающих начать новую страницу в семейной жизни». Согласно иной версии, представленной на японском сайте компании, слово «note», которое можно перевести и как «музыкальная нота», отсылает к тому, что автомобиль делает жизнь водителя ритмичной и приятной. Также там указано, что автомобиль помогает «запоминать и записывать» такие дни. Код кузова автомобиля — E11. Он мог бы иметь номер E10, но такой код кузова уже был задействован для Nissan Cherry первого поколения, выпускавшегося с 1970 по 1977 год. Это подтвердил директор отдела дизайна компании Широ Накамура.

### Серийная модель (2004)

#### Япония

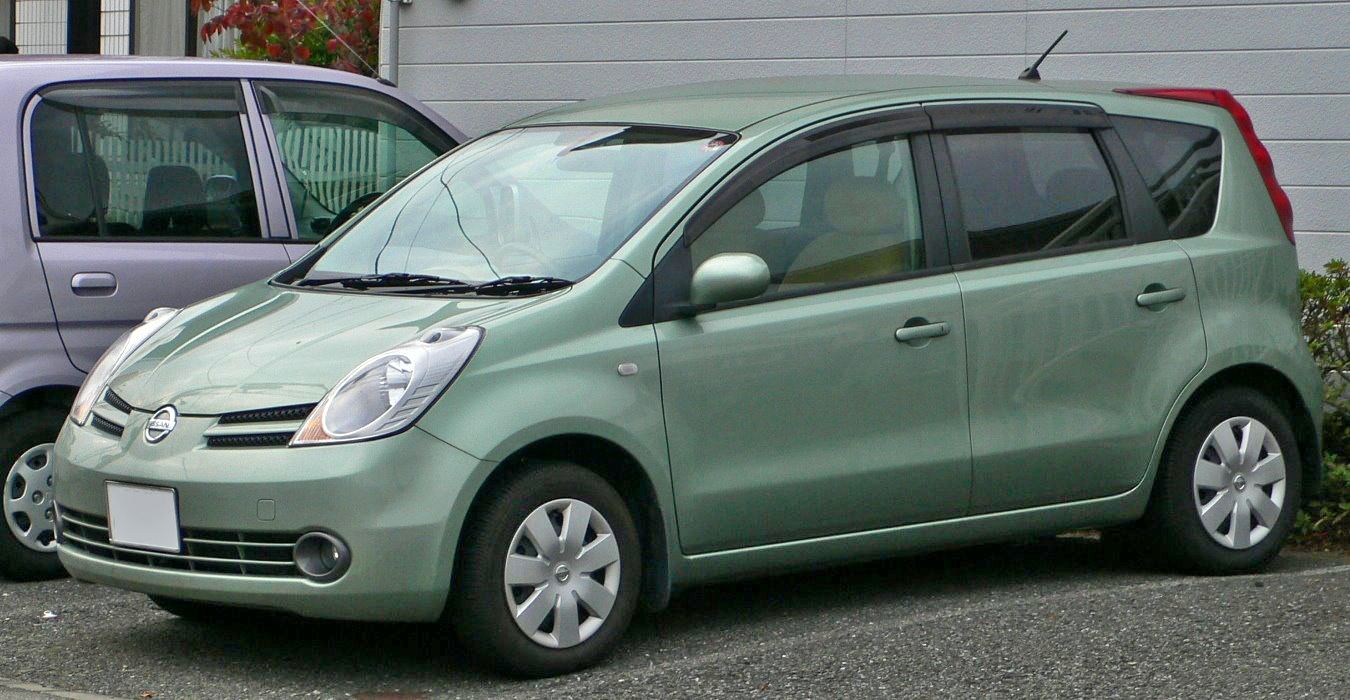
Японская модель до 2008 года отличалась от европейской в первую очередь дизайном передка

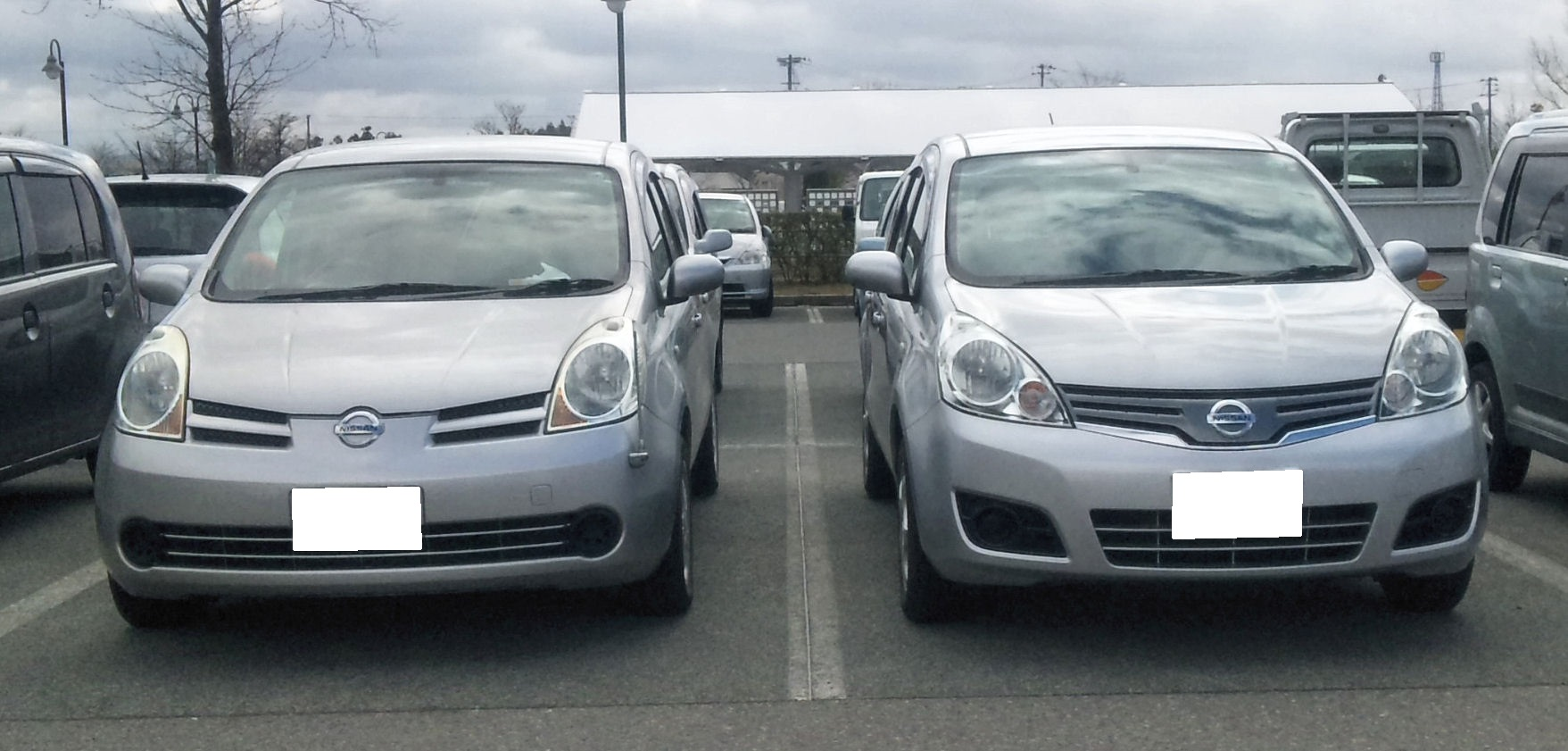
Сравнение передков моделей до и после рестайлинга 2008 года. Рестайлинговая модель находится справа.

Первый анонс тогда ещё не до конца готового автомобиля прошёл почти одновременно с презентацией концепта Tone — 2 сентября 2004 года, вместе с Murano, Fuga, Lafesta и Tiida, а официальная презентация модели для рынка Японии состоялась 19 января 2005 года, на презентации присутствовал президент Nissan Карлос Гон. Продажи стартовали по всей стране в тот же день. Сборка автомобиля осуществлялась на заводе Nissan Oppama Plant в городе Йокосука, изначально планировалось продавать около 8 тысяч машин в месяц. Цена автомобиля на старте продаж составляла от 1 260 000 до 1 585 500 иен (от 9,4 до 11,8 тысяч евро). В конце 2005 года Note в Японии получил первое обновление. В экстерьере произошла только замена галогенных фар на люминесцентные и появились два новых цвета кузова. В интерьере перемен было больше: новая ткань обшивки сидений (кроме комплектации 15RX), новые материалы на приборной панели, отделка серебристым материалом на рычаге КПП, приборной панели и кнопках стеклоподъёмников (комплектации 15S V, 15S FOUR V, 15E и 15E FOUR) и хромированная отделка на кольцах вентиляционных отверстий и накладках вокруг кнопок (15RX). Подлокотник для водительского кресла стал входить в стандартную комплектацию (не было его лишь в моделях 15S и 15S FOUR), а в качестве опции стала доступна простая навигационная система с DVD. В продажу обновлённый Note поступил 22 декабря 2005 года по цене от 1 287 300 до 1 623 300 иен.
Более значительное обновление было проведено в январе 2008 года, ровно через 3 года после старта продаж. Изменился экстерьер модели: она получила новые бампер, решётку радиатора и фары. Стало доступно три новых цвета кузова: Titanium Pearl Metallic Blue Turquoise, Titanium Metallic Frosty Green и Pearl Metallic Amethyst Gray. В интерьере была изменена приборная панель и обшивка сидений, ставшая водоустойчивой. Стал доступен выбор обшивки из трёх цветов. Была выпущена спортивная комплектация 15RS. Дизельный двигатель получил небольшие улучшения. Продажи в Японии начались 16 января 2008 года. В конце 2010 года был проведён третий рестайлинг. Для переднеприводных моделей был добавлен режим ECO Mode, который обеспечивает более экономичную работу двигателя и трансмиссии. Большинство изменений касаются интерьера: новая отделка дверей и сидений, ремни безопасности с низким коэффициентом трения и слегка доработанный трёхспицевый руль. На модель стал устанавливаться интеллектуальный кондиционер с ионизацией, разработанный совместно с компанией Sharp. Было добавлено 5 новых цветов кузова. Обновлённый в третий раз Note поступил в продажу 1 декабря 2010 года по цене от 1 298 850 до 1 949 850 иен.

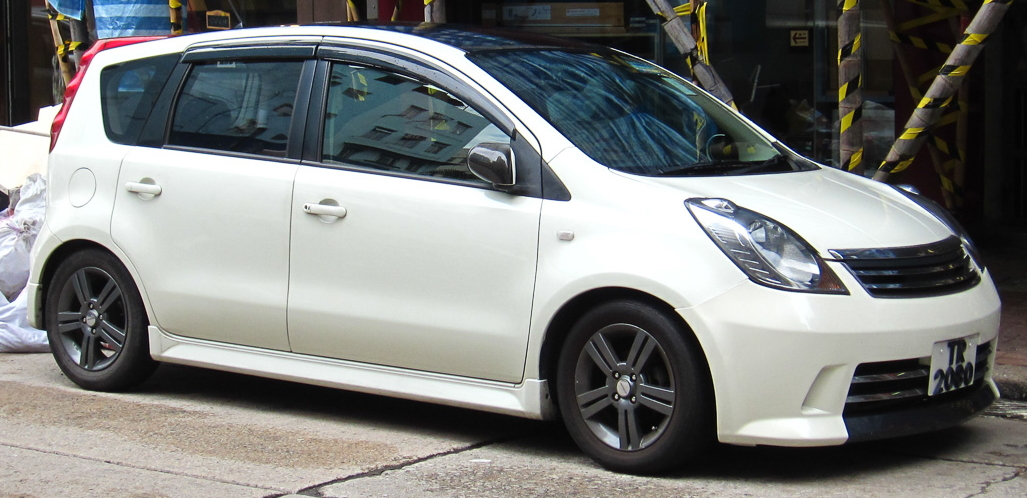
Note Autech Rider

Для рынка Японии выпускались различные модификации автомобиля. Одновременно со стандартной моделью поступила в продажу модификация Note Autech Rider — спортивная версия автомобиля с иными бамперами, решёткой радиатора, отделкой интерьера и креслами. Её разработкой занималась японская фирма Autech, являющаяся подразделением Nissan. 10 мая 2006 года поступили в продажу модификации 15S V-Limited и 15S FOUR V-Limited, которые отличались обивкой сидений и дверей, новой магнитолой и двумя динамиками для заднего ряда сидений. Различия между двумя модификациями исключительно в приводе: у FOUR V-Limited он полный, а у V-Limited — передний. Также выпускались модификации для людей с ограниченными возможностями, получившие название Note Lifecare Vehicles. Их было три: Enchante Slide-out Lift Front Passenger’s Seat, Enchante Swivel Front Passenger’s и Driving Helper with Autech Driving Control Package Type e. Первая обладает выдвигающимся наружу автомобиля передним пассажирским креслом (причём используется нестандартное кресло — с двумя подлокотниками и кнопками электрической регулировки с каждой стороны). Вторая модификация схожа с первой, но там используется стандартное переднее кресло. Управление поворотом и выдвижением кресла осуществляется через специальный пульт дистанционного управления. Третья модификация предназначена уже для водителя и заменяет педали на рычаги на руле.
В октябре 2007 года было представлено ещё две модификации: 15 Brownie Interior и Note Aero Style. Первая названа так в честь цвета обивки интерьера, эксклюзивного для данной версии. 15 Brownie Interior разработана на базе модели 15X. Сиденья обработаны антибактериальным средством Atoguard, которое также защищает их от влаги и запаха. Из особенностей также можно отметить подлокотник для пассажирского сиденья и выдвижной столик на спинке водительского сиденья. Для модели доступен специальный цвет Framboise Red. Цена начиналась от 1 449 000 иен для переднеприводной версии и от 1 655 850 иен для полноприводной. Модификация Aero Style была разработана фирмой Autech на базе моделей 15RS и 16RZ. Она отличается хромированной решёткой радиатора, рефлекторными галогенными фарами с распределением света, протекторами порогов и днища, обтянутым кожей трёхспицевым рулевым колесом и алюминиевыми педалями. Цена начиналась от 1 646 400 иен для модели на базе 15RS и от 1 746 150 иен для модели на базе 16 RZ. Обе модификации поступили в продажу 7 октября 2007 года. 27 мая 2008 года была выпущена ограниченная серия Note с информационно-развлекательной системой Plus Navi HDD SP. Эта система включает в себя навигационную систему на жёстком диске, тюнер и DVD-проигрыватель. В качестве опции доступна возможность выводить на экран вид сверху автомобиля, что помогает при парковке. Такая версия предлагалась в любой комплектации по цене на 446 250 иен выше обычной (от 1 524 600 до 1 907 850 иен). По изначальным планам, продажи должны были завершиться в конце сентября 2008 года. 30 июня 2011 года вышла ещё одна специальная версия Note в комплектациях 15X SV и 15X FOUR SV, включавшая в себя вышеупомянутый кондиционер с ионизацией. Цена увеличилась на 40 950 иен и составляла 1 339 800 иен для переднеприводной модели и 1 546 650 иен для полноприводной.
Модель второго поколения для японского рынка была представлена 28 августа 2012 года в Йокогаме. Продажи стартовали в сентябре 2012 года.

#### Европа и Россия

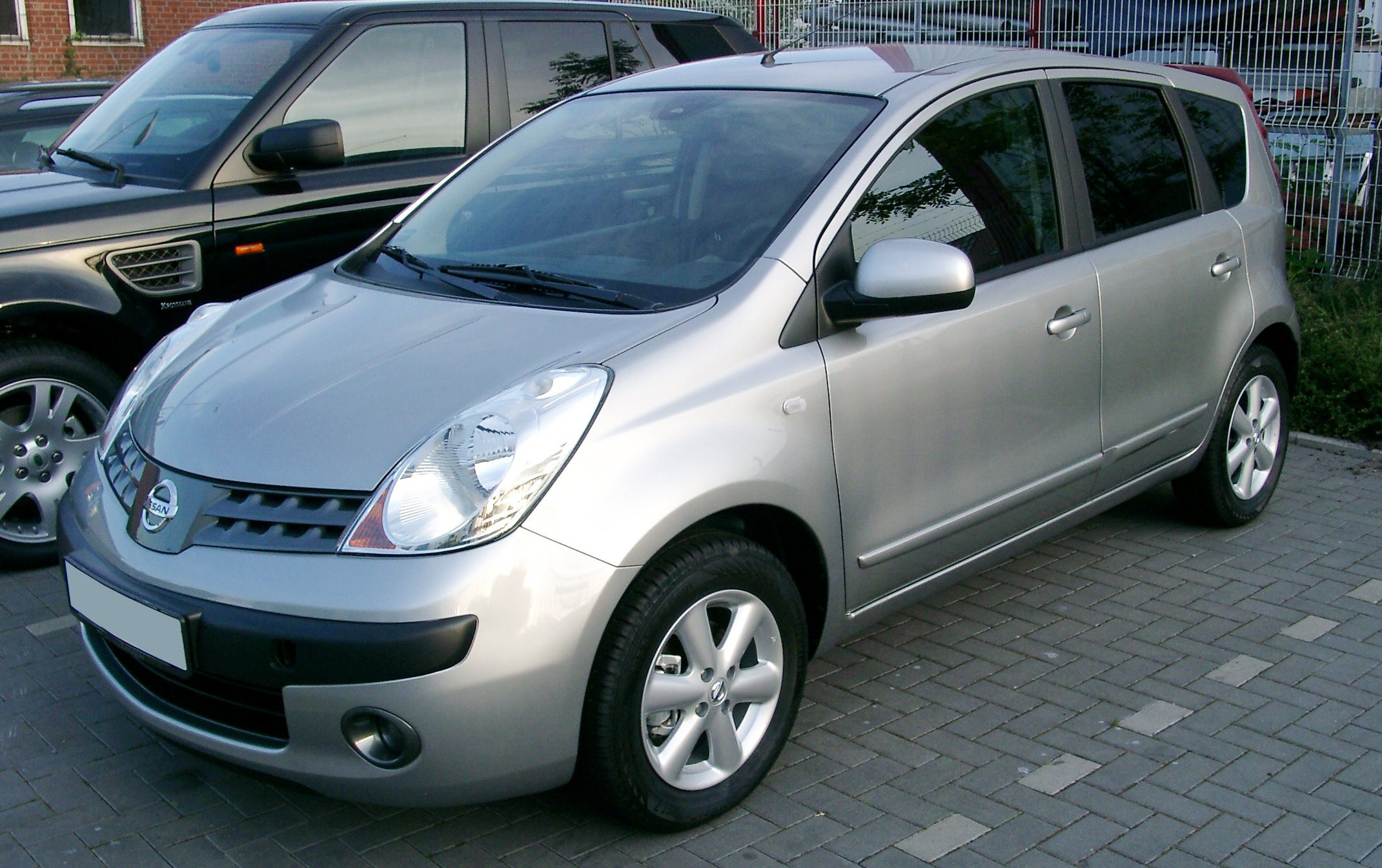
Европейская модель образца 2006 года

Для рынка Европы Note был представлен сначала в сентябре 2005 года на Франкфуртском автосалоне, затем в марте 2006 года на Женевском автосалоне. Производство на заводе в Сандерленде, Великобритания, началось в январе 2006 года. Тогда же были объявлены цены на модель в Великобритании — от 9995 до 13 395 фунтов. 10 февраля автомобиль появился у официальных дилеров в Великобритании. Продажи Note стартовали в течение весны 2006 года. Первой стала Великобритания, где продажи автомобилей с бензиновыми моторами стартовали 1 марта. Продажи дизельных версий по всей Европе начались на месяц позже — в апреле. Модель получила большую популярность в Европе. Спустя год после начала продаж, к апрелю 2007 года, было продано около 100 тысяч автомобилей. Продажи Note в России (где модель получила шуточное прозвище «енот») стартовали в апреле 2006 года по цене от 14 990 долларов.

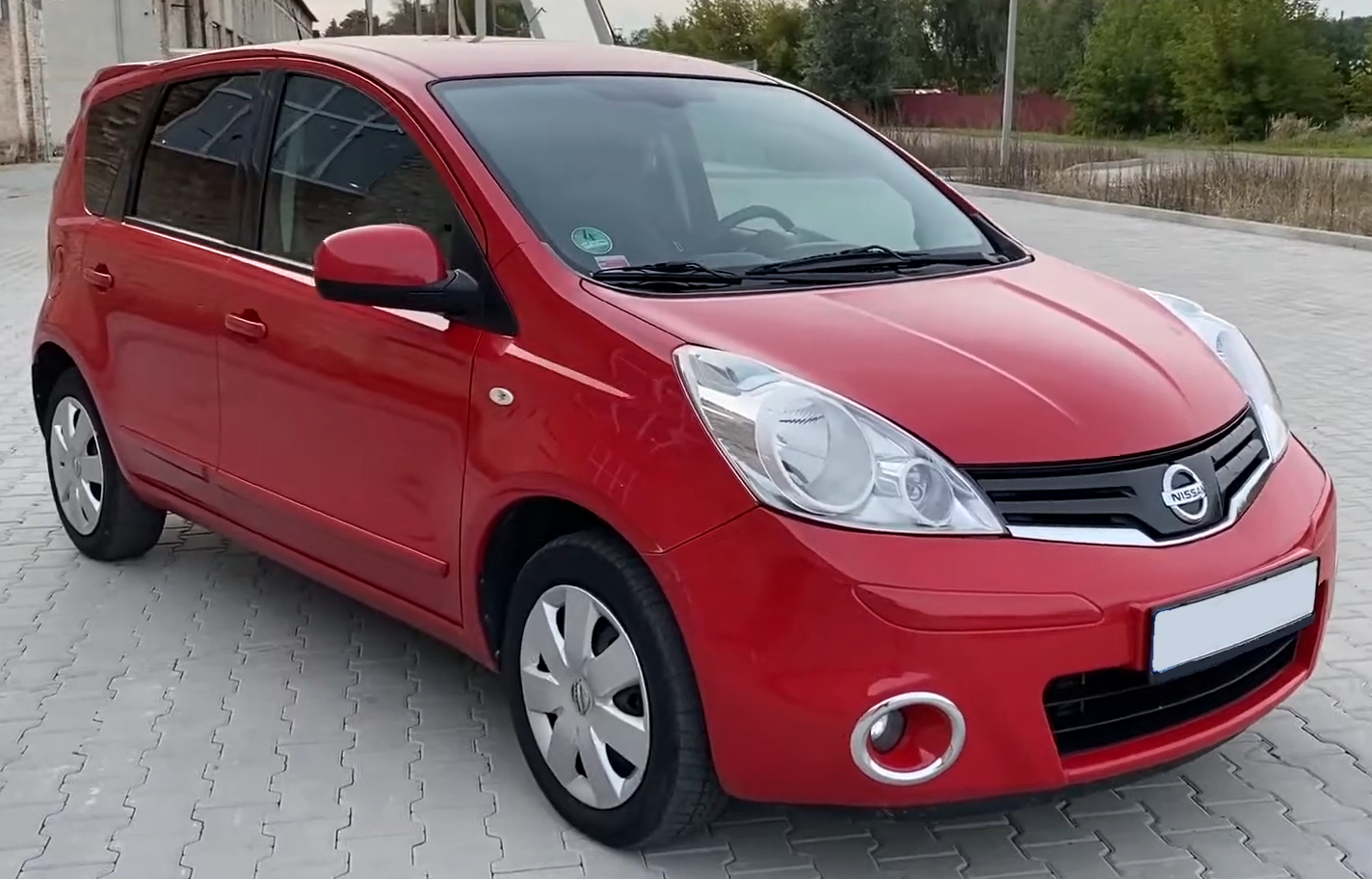
Рестайлинговая модель (2008)

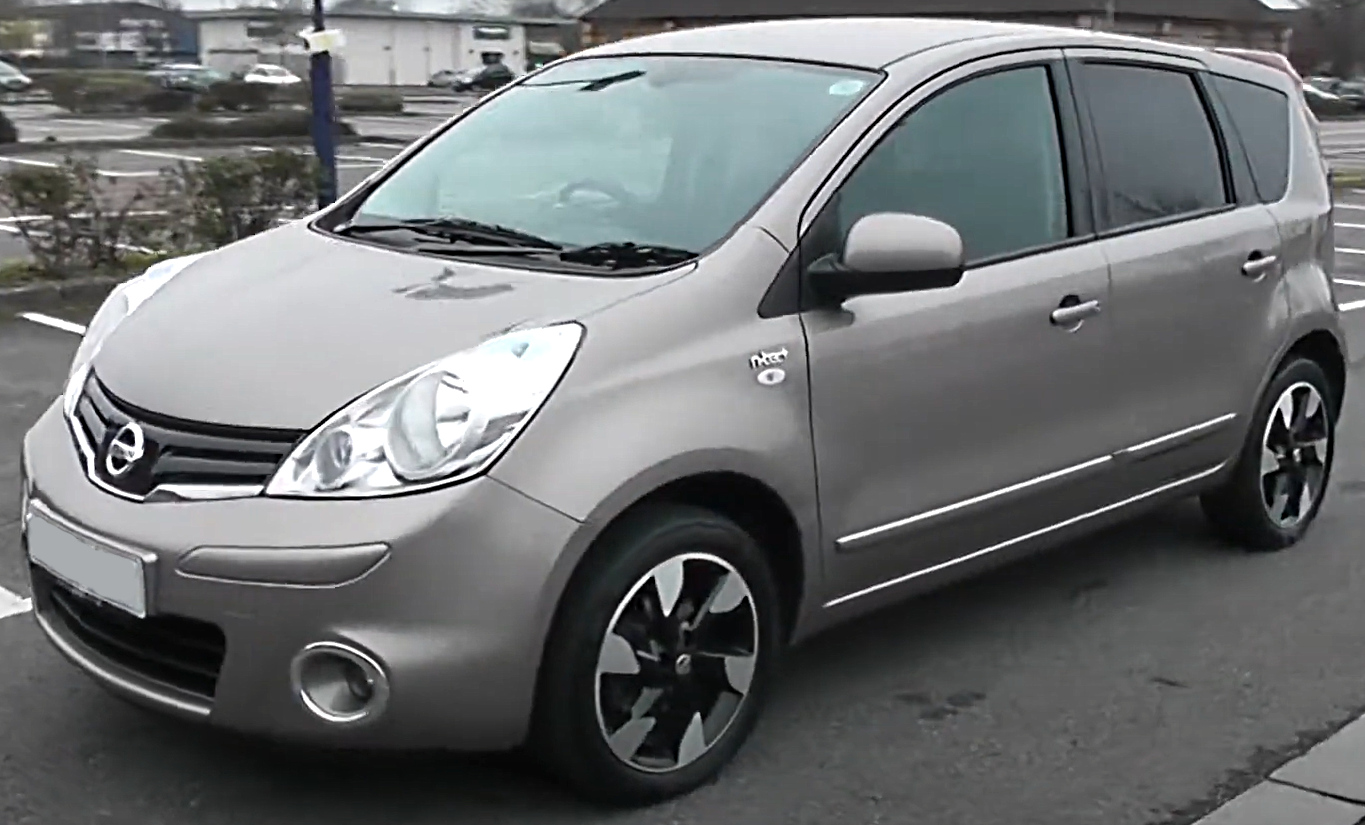
Модель поздних лет выпуска в комплектации N-TEC+ (2013)

Обновлённая модель для Европы была представлена в 2008 году на Парижском автосалоне. Отличия от предыдущей модели: новые фары и решётка радиатора, наружная антенна перенесена с лобовой части крыши назад, бамперы полностью окрашены в цвет кузова, задние фонари тонированы. Появился новый цвет кузова — светло-зелёный, а также два новых варианта колёсных дисков. В салоне появилась обновлённая панель приборов. На автомобиль также стала устанавливаться новая на тот момент информационно-развлекательная система Nissan Connect со спутниковой навигацией и аудиосистемой с возможностью подключать музыку через CD, AUX, USB и Bluetooth. Также для рынка Европы (но не для России) была представлена модель с 1,5 л дизельным двигателем мощностью 103 л. с. и выбросами CO2 около 119 г/км. Продажи обновлённого Note в Европе начались в январе 2009 года. В частности, в Великобритании обновлённая модель стала доступна 9 января по цене от 9795 до 13 695 фунтов. В России обновлённая модель появилась в продаже в сентябре 2009 года по цене от 586 000 до 716 100 рублей.
В августе 2010 года британское представительство Nissan объявило о проведении второго рестайлинга, в основном коснувшегося оснащения и комплектаций. Дверные ручки и ручка пятой двери в комплектациях Acenta и Tekna теперь по умолчанию окрашены в серебристый цвет. В комплектации n-tec появился климат-контроль, автоматическое освещение и автоматические стеклоочистители, а также новый цвет обивки салона. ESP из опции стала стандартным оборудованием уже в комплектации Acenta. Система бесключевого доступа Nissan Intelligent Key стала стандартным оборудованием в комплектации Tekna. Также были добавлены два новых цвета кузова: красный «Magnetic Red» и серый. В 2012 году был проведён третий рестайлинг. В комплектации Acenta были добавлены 16-дюймовые диски вместо доступных до этого 15-дюймовых. На зеркалах заднего вида и на противотуманных фонарях были установлены контуры из хрома. Климат-контроль стал стандартным оборудованием. Вместо топовой комплектации Tekna стала предлагаться аналогичная N-TEC+, в которой имеются парковочные радары, тонированные стёкла и система Nissan Connect. Цена за автомобиль в базовой комплектации Visia в Великобритании осталась на прежнем уровне — 11 200 фунтов. Цена за комплектацию Acenta поднялась на 200 фунтов — до 13 000, а стоимость N-TEC+ составила 13 500 фунтов. Обновлённые модели 2012 года поступили в продажу в феврале 2012 года.
Для рынка Италии после рестайлинга 2008 года появился также новый 1,4 л 16-клапанный битопливный двигатель, работающий как на бензине, так и на сжиженном газе LPG. Топливо для него изготавливалось итальянским производителем Landi Renzo. Заявленный запас хода — 685 км на сжиженном газе и 1465 км суммарно. Чтобы переключиться с газа на бензин, используется специальный переключатель в салоне. Когда газ заканчивается, звучит звуковой сигнал, после чего автомобиль автоматически переключается на бензин. Модель с таким двигателем получила название Nissan Eco Note. Подобный двигатель был установлен и на модель Micra.
Для французского рынка в октябре 2012 года была выпущена специальная версия автомобиля, получившая название Note Nickelodeon. Партнёром компании при выпуске этого автомобиля выступил американский детский телеканал. Презентация модели проходила с 27 по 30 октября 2012 года на выставке Kidexpo в Версале. Из внешних отличий — только логотип Nickelodeon на двери багажника. Внутри модель оснащена системой Nissan Connect, а также планшетом с 6 встроенными приложениями и 100 мультфильмами от Nickelodeon, 30 приложениями от Sony и двумя играми от Nissan. Из дополнительного оснащения можно также отметить подушку для шеи, протекторы для ремней безопасности и беспроводные наушники под брендом «Губка Боб Квадратные Штаны», а также бутылку для воды под брендом «Даша-путешественница». Цена модели начиналась от 17 040 евро. Всего было продано 1000 таких автомобилей. Интернет-издание «Авто. Mail.Ru» в 2021 году внесло Note Nickelodeon в список десяти самых необычных автомобильных коллабораций.
Note второго поколения для Европы был представлен в марте 2013 года на Женевском автосалоне, а продажи начались летом. Экспорт автомобилей из Великобритании в Россию продолжался вплоть до июня 2014 года, после чего сборка модели первого поколения в Сандерленде была свёрнута, а продажи вскоре прекращены.

#### Планы по выпуску в Китае и Тайване
В декабре 2006 года тайваньский автомобильный портал «Autonet», ссылаясь на заявления китайского подразделения Nissan, сообщил о том, что с 2007 года Note будет собираться в Китае, на заводе компании Dongfeng (партнёр Nissan на местном рынке) в городе Хуаду, Гуанчжоу, где он заменит собой Nissan March (так в Японии назывался Nissan Micra) второго поколения. Цена модели должна была составлять менее 100 000 юаней (или 400 000 тайваньских долларов). Вслед за Китаем новая модель должна была появиться и на Тайване. Эта информация была ещё раз подтверждена в январе 2007 года, также появились сведения о выходе Note на Тайване в конце 2007 года. Однако, в феврале 2007 года было объявлено об отмене выхода Note в Китае и на Тайване из-за внутренней конкуренции с моделью Tiida. Вместо Note новой моделью стала выпускавшаяся в странах Азии модель Livina Geniss.

### Nissan Note inspired by adidas (2005)
Этот концепт-кар был представлен на Токийском автосалоне в октябре 2005 года и был разработан при участии немецкой фирмы adidas (отсюда и название). Автомобиль выполнен в спортивном стиле, с большим числом деталей из резины (бамперы, пороги) и из ткани (салон). Колёсные диски выполнены в виде цветка с пятью лепестками. Идея концепта — автомобиль для японской молодёжи, привыкшей к повседневному ношению различной спортивной одежды, так называемого «поколения ремикса». Модель сильно отличается от обычной как снаружи, так и внутри. Концепт обладает довольно широким спектром возможных изменений. Так, покрытие переднего и заднего бампера можно снять и поменять. В салоне модели, по заявлению создателей, используется ткань и каучук, а также другие материалы, используемые при создании спортивной одежды и инвентаря. Обивку сидений, как и бампера, тоже можно легко сменить. Ещё одной особенностью салона является доступ к бардачку, где вместо дверцы используется застёжка-молния, а в ящике в центральной консоли находится небольшая дорожная сумка.

## Дизайн и конструкция

### Экстерьер и интерьер

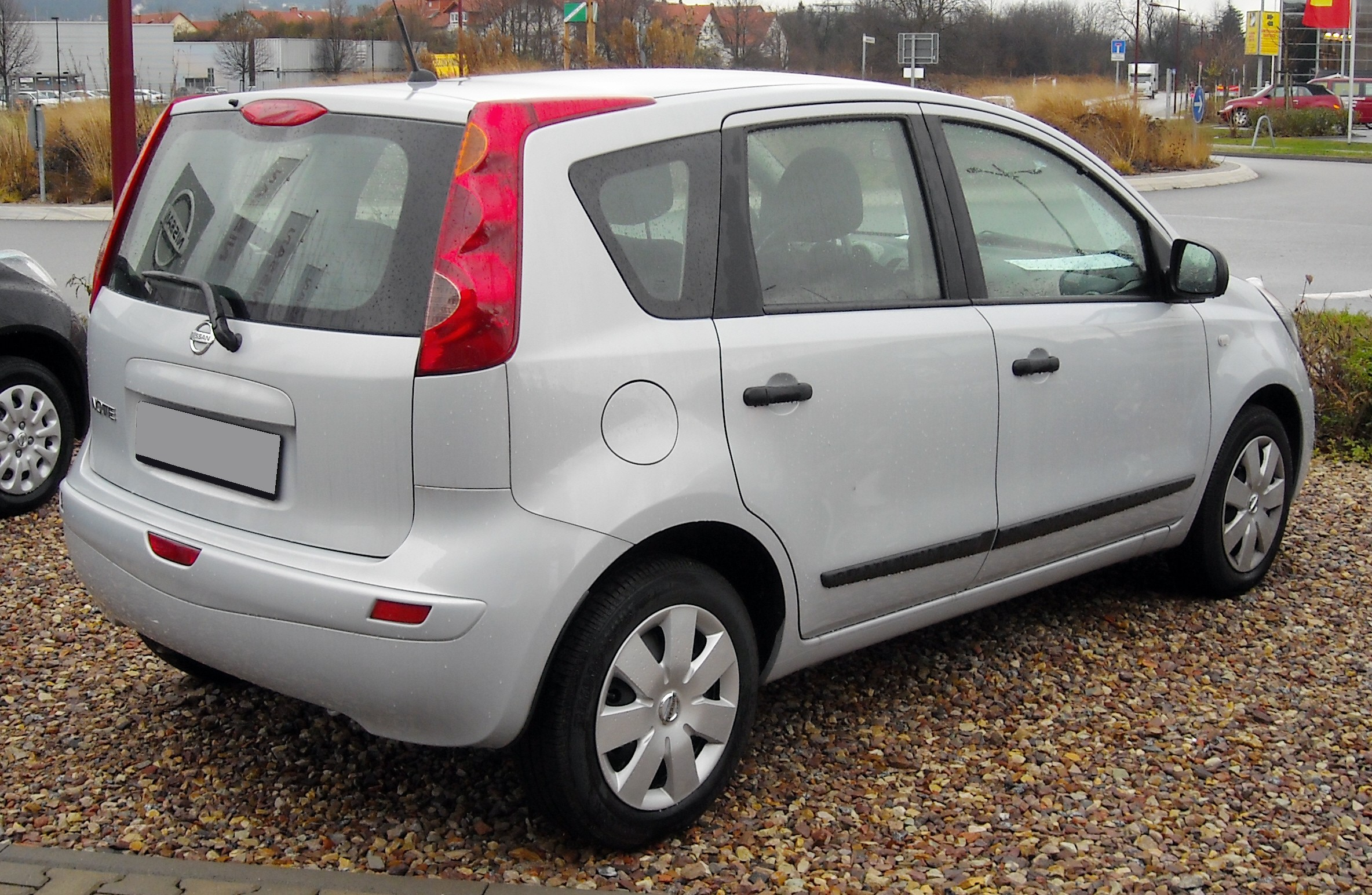
Вид сзади (европейская версия)

Nissan Note первого поколения является автомобилем с типом кузова «субкомпактвэн» (англ. mini-MPV), то есть минивэн на шасси сверхмалого автомобиля. Он стал одним из трёх автомобилей, сменивших на конвейере модель Almera (и, по совместительству, Almera Tino). Сегмент, который занимала Almera, Nissan поделил на три части: его нижний ценовой диапазон покрывает семейный субкомпактвэн Note, средний — хетчбэк и седан Tiida, а верхний — кроссовер Qashqai. Экстерьер автомобиля примечателен несколькими деталями: решётка радиатора в европейской версии скопирована с Nissan Murano первого поколения, по обе стороны от неё — большие фары. Задние фонари расположены на стойках кузова, имеют форму бумеранга и заходят далеко на крышу (при этом часть фонарей на крыше чисто декоративная). Помимо решётки радиатора, от Murano взяты и треугольные задние окошки в багажном отделении.
Интерьер схож с моделью Micra, с которой Note делит платформу. Руль трёхспицевый, на приборной панели расположены спидометр, тахометр, датчик уровня топлива и бортовой компьютер. Автомобиль заводится без ключа (система Nissan Intelligent Key), вместо замка зажигания в рулевую колонку вставлена вращающаяся ручка. В салоне много мест для хранения: традиционный перчаточный ящик с опциями в виде подогрева и охлаждения, ящик под седушкой переднего пассажирского сиденья и небольшое место для хранения наверху центральной консоли. На спинках передних сидений расположены складные столики с подстаканниками. Задний диван складывается в пропорциях 40/60, а также сдвигается вперёд-назад на 160 мм. Багажник имеет минимальный объём 280 литров, который может увеличиваться до 1332 литров при сложенных задних сидениях. В багажнике установлены полки Flexi-Board, обеспечивающие различные варианты размещения груза. Одна сторона полок — ворсистая, вторая — жёсткая и водонепроницаемая. Эти полки также делают багажник двухуровневым: небольшое пространство под полками для мелких вещей и оставшееся пространство над ними для более крупных. Также их можно разместить вертикально с помощью креплений.

### Комплектации

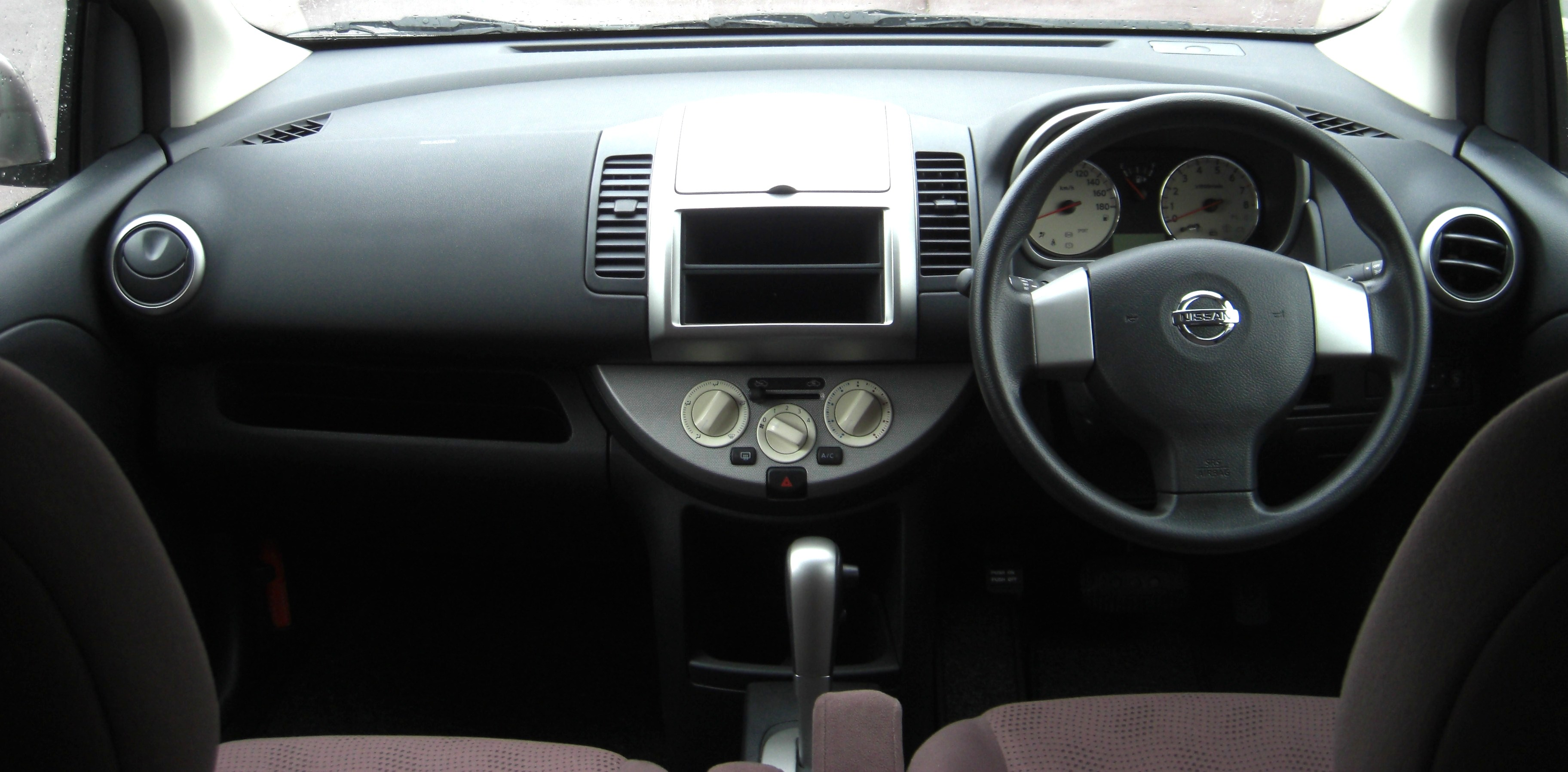
Интерьер (японская версия)

В Японии Note предлагался в семи комплектациях: 15S, 15S FOUR, 15M, 15M FOUR, 15E, 15E FOUR, 15RX. В стандартное для всех моделей оборудование входили, помимо прочего: обогрев заднего стекла, электроусилитель руля, регулировка рулевой колонки по высоте, электростеклоподъёмники, центральный замок, радиоантенна, задние подголовники, трёхточечные ремни безопасности с ограничителями нагрузки, антиблокировочная тормозная система (ABS) и система помощи при торможении. В самой высокой комплектации (15RX) предлагались биксеноновые фары с автоматическим выравниванием, галогеновые противотуманные фары, тонированные задние стёкла, электропривод зеркал заднего вида, кожаная обивка рулевого колеса, система Nissan Intelligent Key, иммобилайзер, кондиционер с ионизатором, подлокотники для водителя и переднего пассажира, карманы на спинках сидений, складывающийся в пропорции 60:40 задний ряд сидений (лишь в базовой комплектации 15S он неделимый), передние дефлекторы и спойлер на крыше. В Японии также было доступно множество опций, наличие которых зависело от дилера. Что касается вариантов цветов обшивки сидений, то их было три: песочно-бежевый, «брауни» (бордовый) и чёрный.
В России модель предлагалась в трёх комплектациях: Comfort, Luxury и Tekna. На момент начала продаж (апрель 2006) минимальная цена за комплектацию Comfort составляла 14 990 долларов. В этой комплектации были доступны две подушки безопасности, ABS, регулируемая по высоте рулевая колонка, иммобилайзер, центральный замок, крепления для детских кресел Isofix, обогрев передних сидений, передние электростеклоподъёмники, сдвижной задний диван и омыватели фар. За среднюю комплектацию, Luxury, цена составляла от 17 230 долларов. Она включала в себя помимо предыдущего боковые подушки безопасности, кондиционер, датчики света и дождя, бортовой компьютер, задние электростеклоподъёмники, регулируемое по высоте водительское сиденье, стандартную магнитолу с поддержкой CD, охлаждаемый перчаточный ящик, откидные столики на спинках сидений, ящик под передним пассажирским сиденьем, противотуманные фары и легкосплавные диски. Максимальная комплектация Tekna предлагалась по цене в 20 490 долларов и включала в себя ESP, кожаную отделку руля и рычага КПП, круиз-контроль, и 16-дюймовые легкосплавные диски.
Европейские комплектации были аналогичны российским, но имели другое название: Comfort именовалась Visia, а Luxury — Acenta. Комплектация Tekna название не изменила. В Великобритании до 1 сентября 2007 года эти три комплектации именовались как S, SE и SVE, соответственно. С 1 сентября они стали называться так же, как и в континентальной Европе. Вместе с переименованием старых комплектаций появилась и одна новая — Acenta R. Она была дороже Acenta на 500 фунтов и отличалась наличием только двух цветов кузова — либо красного «Emotion Red», либо чёрного «Pearl Black», а также чёрно-бордовой отделкой сидений. Помимо этого, в этой комплектации были и некоторые опции от вышестоящей Tekna: 16-дюймовые диски и тонированные задние окна. С июля 2008 года ей на смену пришла новая модификация на базе Acenta — Acenta S. Её цена начиналась от 11 995 фунтов (на 400 фунтов дороже Acenta). Из цветов были доступны следующие: серебристый «Blade», чёрный «Pearl Black», синий «Intense Blue» и красный «Flame Red». В интерьере устанавливались климат-контроль, CD-чейнджер на 6 дисков и разъём AUX для подключения MP3-плеера. Отделка салона серебристая с чёрными вставками. Презентация модели Acenta S прошла 23 июля 2008 года на Британском международном автосалоне.

### Технические характеристики
Модель построена на платформе Nissan B, разработанной совместно с Renault. По словам Криса Ли, при настройке управляемости они ориентировались на Ford Fiesta пятого поколения, а при обеспечении комфорта для пассажиров — на Peugeot 307. Ближайшей к Note моделью по технической части является вышеупомянутая Nissan Micra третьего поколения. По сравнению с ней была на 25 % увеличена жёсткость кузова, утолщён стабилизатор поперечной устойчивости и перенастроены под более комфортную езду пружины и амортизаторы, жёсткость задней подвески снижена на 8 %. Работа над этим велась в техническом центре Nissan в городе Крэнфилд, Великобритания. Привод автомобиля — передний. Передняя подвеска независимая, типа McPherson; задняя — полузависимая, торсионная. Передние тормоза — дисковые, задние — барабанные. На автомобиль устанавливаются шины размером 185/65 с 15-дюймовыми дисками, опционально доступны шины 185/55 с 16-дюймовыми дисками.
В плане двигателей и КПП автомобиль также унифицирован с Micra. Двигателей было доступно три: два бензиновых и один турбодизельный, в Россию он не поставлялся. Самым малопроизводительным является 1,4-литровый бензиновый мотор CR14DE мощностью 88 л. с. (65 кВт) при 5200 об/мин и крутящим моментом 128 Н·м при 3200 об/мин. Ещё один бензиновый двигатель — это 1,6-литровый HR16DE мощностью 110 л. с. (81 кВт) при 6000 об/мин и крутящим моментом 153 Н·м при 4400 об/мин. 1,5-литровый турбодизельный двигатель K9K был разработан Renault и выпускался в двух версиях: мощностью 68 л. с. (50 кВт) и 86 л. с. (63 кВт). Выбор КПП состоял из двух вариантов — пятиступенчатая механика и четырёхступенчатый автомат, доступный только в комплектации с двигателем HR16DE. Японская модель имело несколько иную комплектацию — 1,5-литровый бензиновый двигатель HR15DE в сочетании с вариатором Xtronic для переднеприводной модели и с четырёхступенчатой АКПП для полноприводной.
| Технические характеристики двигателей | Технические характеристики двигателей | Технические характеристики двигателей | Технические характеристики двигателей | Технические характеристики двигателей |
|                                       | 1.4 CR14DE                            | 1.6 HR16DE                            | 1.5 K9K dCi                           | 1.5 K9K dCi                           |
| ------------------------------------- | ------------------------------------- | ------------------------------------- | ------------------------------------- | ------------------------------------- |
| Тип двигателя                         | бензиновый                            | бензиновый                            | турбодизельный                        | турбодизельный                        |
| Конфигурация цилиндров                | I4                                    | I4                                    | I4                                    | I4                                    |
| Рабочий объём                         | 1386 см³                              | 1598 см³                              | 1461 см³                              | 1461 см³                              |
| Степень сжатия                        | 9,9                                   | 10,7                                  | 18,8                                  | 18,8                                  |
| Число клапанов                        | 16                                    | 16                                    | 8                                     | 8                                     |
| Диаметр цилиндра/ход поршня           | 73,0/82,8 мм                          | 78,0/83,6 мм                          | 76,0/80,5 мм                          | 76,0/80,5 мм                          |
| Мощность                              | 65 кВт (88 л. с.) при 5200 мин−1      | 81 кВт (110 л. с.) при 6000 мин−1     | 50 кВт (68 л. с.) при 4000 мин−1      | 63 кВт (86 л. с.) при 3750 мин−1      |
| макс. Крутящий момент                 | 128 Н·м при 3200 мин−1                | 153 Н·м при 4400 мин−1                | 160 Н·м при 2000 мин−1                | 200 Н·м при 2000 мин−1                |
| КПП                                   | 5-ступ МКПП                           | 5-ступ МКПП 4-ступ АКПП               | 5-ступ МКПП                           | 5-ступ МКПП                           |
| Максимальная скорость                 | 165 км/ч                              | 183 км/ч 174 км/ч (АКПП)              | 155 км/ч                              | 168 км/ч                              |
| Разгон, 0-100 км/ч                    | 13,1 с                                | 10,7 с 11,7 с (АКПП)                  | 16,5 с                                | 13,0 с                                |
| Расход топлива (смешанный)            | 6,3 л                                 | 6,6 л 7,0 л (АКПП)                    | 5,2 л                                 | 5,1 л                                 |

## Безопасность
Стандартным оборудованием в области безопасности являлись ABS, система помощи при экстренном торможении Nissan Break Assist, трёхточечные ремни безопасности с ограничителями нагрузки и крепления для детских кресел Isofix. В более высоких комплектациях устанавливались электронная система распределения тормозных сил (EBD), блокировка задних дверей от случайного открытия детьми, иммобилайзер и преднатяжители ремней безопасности для передних сидений. Подушек безопасности было либо две (комплектация Comfort), либо четыре (Luxury и Tekna). Комплектация Tekna также оснащалась системой электронного контроля устойчивости (ESP).

### Тесты EuroNCAP
Автомобиль в комплектации Acenta прошёл краш-тест Euro NCAP в 2006 году и получил 4 звезды за безопасность водителя, 3 звезды за безопасность ребёнка и только 2 звезды за безопасность пешехода. По заявлениям EuroNCAP, при фронтальном ударе для коленей и бёдер водителя наибольшую опасность представляют структуры приборной панели. Во время бокового удара сломалось одно из креплений Isofix, в результате чего уязвимой оказалась голова манекена ребёнка. В отчёте уточняется, что компания уже обнаружила эту проблему. Также во время бокового удара манекен 18-месячного ребёнка испытал сильное вертикальное ускорение. Были сняты баллы за недостаточную информативность о состоянии подушки безопасности пассажира и о наличии креплений Isofix. Что касается защиты пешеходов, то передний край капота не получил ни одного балла за защиту ног пешехода.

## Обзоры и оценки

### Японская модель
Японское издание «MOTA» провело тест-драйв модели в феврале 2005 года. В целом вердикт был оставлен положительный, незначительные претензии были лишь к рулевому управлению в комплектации 15RX, которое даже с гидроусилителем иногда было довольно тяжёлым. С другой стороны, была отмечена уникальность дизайна экстерьера и интерьера. В 2008 году редакторами издания «WebCG» был проведён тест-драйв двух моделей фирмы Autech, одной из которых была Autech Note Rider (вторая — Tiida Axis). Тюнингованный двигатель нареканий не вызвал, а вот подвеска была отмечена «жёсткой и спартанской». По словам редакции, из-за неё «получить на быструю езду согласие членов семьи, сидящих на задних сиденьях, может быть нелегко». Иных недостатков в спортивном автомобиле замечено не было.

### Европейская модель
Российское издание «Авторевю» в 2006 году провело сравнительный тест трёх субкомпактвэнов: Renault Modus, Ford Fusion и, собственно, Nissan Note. Эргономика в салоне японской модели оказалась на высоте — лучше, чем у Fusion и на одном уровне с Modus (кроме узкого педального узла у последнего). К багажнику и креплениям для детских кресел вопросов также не возникло. В плане разгона Note оказался самым быстрым, в обзорности — лучшим, а в управляемости лишь слегка уступил модели Fusion. По результатам теста Note набрал больше всего баллов — 830 против 790 у Fusion и 750 у Modus, обогнав конкурентов по всем основным параметрам сравнения. Единственным фактором, в котором Note проиграл, оказалась цена, ведь Ford Fusion стоил на тот момент почти на две тысячи долларов дешевле.
Журнал «За рулём» в целом оценил Note, как «практичный, современный, городской автомобиль», отметив также «очень удобный салон» и «энергоёмкую подвеску для своего класса». Из недостатков была отмечена ухудшенная из-за положения колёс манёвренность. Журнал «Пятое колесо» также положительно оценил салон и в особенности сиденья, а также тормоза, а из недостатков были отмечены слишком широкие передние стойки, ограничивающие видимость, и шум двигателя на высоких оборотах. Новостной портал «Авто.Mail.Ru» отметил, что хотя Note отлично ведёт себя на ровной дороге, при езде по ямам и кочкам машину сильно трясёт. Также не обрадовала и цена. Как заявляет портал, аналогичный автомобиль Ford Fusion в комплектации за $14 000 уже предлагает АКПП, в то время как модель от Nissan с такой трансмиссией (и заодно 1,6-литровым двигателем) обойдётся минимум в $18 280.
Британские издания оценили автомобиль также положительно. Довольно много недостатков выявил британский журнал «Car». Издание отметило достаточно скудный дизайн (выделив в виде плюсов фары, задние фонари и решётку радиатора), жёсткий пластик в салоне, отсутствие обивки в перчаточном ящике и шум 1,6-литрового и 1,5-литрового двигателей на высоких оборотах. Из плюсов были отмечены просторный салон, сиденья и управляемость. По пятибальной системе издания автомобиль получил оценку в 3 балла. Самым низким показателем стал «feelgood factor», то есть дизайн (2 из 5), а самым высоким — «usability», то есть удобство (5 из 5). Несмотря на довольно низкую оценку, редакция издания посчитала, что «Nissan — это приятный и простой в обращении автомобиль, обеспечивающий те преимущества в реальной жизни — доступность, универсальность и надёжность, которые нужны экономным покупателям».
Ещё одно британское издание, Auto Express, проводило два тест-драйва Note: в мае и сентябре 2007 года. В результате из плюсов были выявлены внутренний простор и хорошая манёвренность. Главными минусами были отмечены плохой приём антенны, плохая работа и сложное устройство системы Nissan Intelligent Key, а также неудобная для чистки ткань на сиденьях. В феврале 2008 года было решено провести сравнительный тест Note и другого семейного автомобиля Nissan — Qashqai. По результатам редакторы издания выяснили, что переплачивать около 3000 фунтов за кроссовер не имеет смысла и что Note лучше справляется с ролью небольшого семейного автомобиля. В апреле 2009 года издание провело сравнительный тест нескольких субкомпактвэнов. Помимо Note, в нём участвовали новый на тот момент Citroën C3 Picasso, а также Kia Soul и Daihatsu Materia. Note занял второе место, уступив первенство модели от Citroën.
Что касается европейских изданий, то, например, «Auto Bild» также не выявил серьёзных недостатков. Небольшим минусом выделили только наличие ESP лишь за дополнительную плату (в те годы ESP ещё не являлась обязательной опцией во всех новых европейских автомобилях). Редакторы итальянского издания «Automoto.it» были удивлены хорошей манёвренности и устойчивости автомобиля по сравнению с другими моделями данного сегмента. Дизайн экстерьера также оставил положительное впечатление. Интерьер вызвал несколько нареканий: слишком большое разнообразие пластика, не очень удобные передние кресла и тонкий подлокотник. Система Intelligent Key хотя и была исправлена по сравнению с моделью Micra, но в плане случайных срабатываний оставляла желать лучшего (издание в принципе назвало подобные электронные ключи самым бесполезным автомобильным изобретением 2000-х годов). Был также отмечен шум 1,6-литрового мотора на высоких оборотах. Вердикт в целом был оставлен положительный.
Единственное издание, которое резко раскритиковало Note — это сайт TheTruthAboutCars. Его редакторы в 2009 году совершили путешествие на автомобиле из Трира в Маастрихт, затем в Люксембург и в конце вернулись обратно в Трир. Понравившийся остальным изданиям салон не впечатлил, из плюсов был отмечен лишь простор. Способности в трансформации и число мест хранения вещей, в сравнении с Citroën Berlingo, были сочтены недостаточными. Качество сборки не порадовало: скрипящие двери, ковролин не самого лучшего качества и слегка проминающийся под ногами пол (другими изданиями подобные проблемы замечены не были). Рулевое управление также оставляло желать лучшего, из-за чего в поездке автомобиль собрал на боковые зеркала «образцы бельгийской флоры». Итоговая оценка автомобиля была выражена в двух словах: «эпичный провал».

## Награды
Модификация Nissan Note с двигателем объёмом 1,4 л в апреле 2007 года получила сертификат Auto-Environment от независимого института экологических исследований Ökotrend за относительно низкий расход топлива и экологически чистые методы производства, согласно отчёту Института. Это был первый раз, когда автомобиль Nissan был удостоен данной награды. В июле 2007 года британский журнал «Which?» провёл опрос среди владельцев субкомпактвэнов, по результатам которого Note получил титул «Best Buy», заняв первое место в списке лучших автомобилей данного класса. Помимо этого, модель от Nissan оказалась самой надёжной, получив рейтинг в 94 % по сравнению со средним в 88 %. По словам журнала, этот рейтинг говорит о том, что «целый год проблем не будет». Как заявил Гай Эйнсли, менеджер по семейным автомобилям Nissan, «получение этих рейтингов от журнала Which? подтверждает то, во что мы верим: Note — лучший автомобиль в своём классе». Другое британское издание, «Auto Express», три года подряд (2006, 2007 и 2008) присуждало Note титул «Лучший субкомпактвэн» в рамках наград «New Car Honours». Как отметил редактор издания, Дэн Стронг, «несмотря на то, что всё больше производителей пытаются совместить все преимущества супермини и минивэна, Nissan Note всё ещё является лидером класса».

## Отзывные кампании
В 2006 году были отозваны около 2,5 тысяч Nissan Note, выпущенных с 25 января по 3 февраля 2006 года. Причиной отзыва стали крепления для детских кресел Isofix, которые при боковом ударе могут сломаться. В 2008 году были отозваны Note и Qashqai с дизельными моторами, выпущенные с 1 апреля по 28 октября 2008 года. По заявлению производителя, разъём сажевого фильтра в топливной системе дизельного двигателя может быть закреплён неправильно, что может привести к вытеканию топлива. В 2010 году произошёл глобальный отзыв нескольких моделей Nissan 2003—2006 годов выпуска в связи с возможной проблемой зажигания. Кроме Note были отозваны Micra, Cube и Tiida, а также некоторые модели на американском рынке, всего 2 миллиона машин. В 2015 году были отозваны автомобили, выпущенные с 27 июня по 3 сентября 2008 года. В этот промежуток времени на рулевую колонку не устанавливался игольчатый подшипник нижней шестерни, что могло привести к тому, что верхняя шестерня может разойтись, в результате будет потеряно рулевое управление.
Nissan несколько раз отзывал Note и некоторые другие модели в связи с проблемами в пиропатронах подушек безопасности, которые выпускались фирмой Takata. Находящийся в пиропатронах нитрат аммония под воздействием высоких температур и влажности воздуха может приводить к тому, что при срабатывании подушки осколки пиропатрона могут ранить водителя или пассажира. Так, в 2016 году были отозваны модели 2012 и 2013 года выпуска, проблемным был пиропатрон в подушке безопасности водителя. В 2017 году в России было отозвано 10 226 автомобилей, выпущенных с 30 августа 2005 года по 22 января 2007 года, на этот раз проблемным был пиропатрон в подушке безопасности переднего пассажира. В конце этого же года были отозваны модели, проданные с августа 2008 года по август 2014 года, всего 127 738 автомобилей. Вновь проблемным стал пиропатрон в подушке водителя. В 2019 году было отозвано ещё 161 957 автомобилей (Note и Tiida), произведённых c января 2007 по август 2014 года.

## Продажи
| Страна                             | Календарный год (продажи указаны в тысячах автомобилей) | Календарный год (продажи указаны в тысячах автомобилей) | Календарный год (продажи указаны в тысячах автомобилей) | Календарный год (продажи указаны в тысячах автомобилей) | Календарный год (продажи указаны в тысячах автомобилей) | Календарный год (продажи указаны в тысячах автомобилей) | Календарный год (продажи указаны в тысячах автомобилей) | Календарный год (продажи указаны в тысячах автомобилей) | Календарный год (продажи указаны в тысячах автомобилей) | Календарный год (продажи указаны в тысячах автомобилей) | Всего |
| Страна                             | 2005                                                    | 2006                                                    | 2007                                                    | 2008                                                    | 2009                                                    | 2010                                                    | 2011                                                    | 2012                                                    | 2013                                                    | 2014                                                    | Всего |
| ---------------------------------- | ------------------------------------------------------- | ------------------------------------------------------- | ------------------------------------------------------- | ------------------------------------------------------- | ------------------------------------------------------- | ------------------------------------------------------- | ------------------------------------------------------- | ------------------------------------------------------- | ------------------------------------------------------- | ------------------------------------------------------- | ----- |
| Япония                             | 94                                                      | 70                                                      | 56                                                      | 63                                                      | 66                                                      | 66                                                      | 46                                                      | 55*                                                     | Следующее поколение                                     | Следующее поколение                                     | 516   |
| Европа                             | Не продавался                                           | 72                                                      | 66                                                      | 59                                                      | 52                                                      | 45                                                      | 35                                                      | 31                                                      | Следующее поколение                                     | Следующее поколение                                     | 361   |
| Россия                             | Не продавался                                           | 7                                                       | 20                                                      | 19                                                      | 5                                                       | 5                                                       | 11                                                      | 9                                                       | 10                                                      | 2                                                       | 88    |
| Украина                            | Не продавался                                           |                                                         | 2,3                                                     | 3,8                                                     | 0,6                                                     | 0,8                                                     |                                                         |                                                         |                                                         |                                                         | 11,5  |
| * Первые три квартала, до сентября |                                                         |                                                         |                                                         |                                                         |                                                         |                                                         |                                                         |                                                         |                                                         |                                                         |       |

Модель первого поколения имела большой успех как в Японии, так и в Европе, значительно превзойдя Almera Tino. К моменту презентации в Японии модели второго поколения (июль 2012 года) общее число проданных экземпляров Note первого поколения составило 940 000 автомобилей. Почти половина всех продаж (516 тысяч автомобилей) пришлась на Японию, где модель всё время находилась в списке самых продаваемых автомобилей на внутреннем японском рынке. В Европе было продано ещё около 361 тысячи автомобилей. И хотя это число значительно больше, чем у предшественника, модель всё равно продавалась несколько хуже, чем планировалось: в марте 2006 года Nissan заявляла, что планирует ежегодно продавать в Европе около 90 тысяч автомобилей Note. Российские продажи достигли отметки в 88 тысяч автомобилей. Ещё 11,5 тысяч было продано на Украине.

## Маркетинг
На европейском рынке модель с самого начала позиционировалась как городской семейный автомобиль с просторным салоном, получив официальный слоган «Surprisingly spacious» (с англ. Удивительно просторный). В России рекламная кампания проводилась со слоганом «Счастливые моменты семейной жизни» (или «Ваша семейная жизнь полна незабываемых моментов»). Особую известность получил рекламный ролик 2007 года, где все автомобили в буквальном смысле разрывало от большого количества багажа и только в Note поместились все вещи семьи его владельца. С сентября 2007 года транслировалась изменённая версия данного ролика, созданная совместно со студией Pixar. В ней рекламировалось два продукта: автомобиль от Nissan и вышедший на экраны летом 2007 года мультфильм «Рататуй». В 2009 году Note, вместе с Micra и Pixo, стал объектом рекламной кампании «Welcome to Simplicity» (с англ. «С ними город стал проще»). Кампания проводилась в 25 странах Европы, включая Россию. Её проработкой занимались рекламное агентство TBWA London и студия Digitas, являющаяся автором веб-сайта кампании.

### Комментарии
1. 1 2  Под «Европой» подразумеваются 25 стран-участниц Европейского союза (кроме Болгарии и Хорватии), а также Великобритания, Норвегия и Швейцария[128].